# Raido Kodanipork
Raido Kodanipork (né le 8 mai 1969 à Tallinn,) est un coureur cycliste estonien.

## Biographie
Raido Kodanipork est issu d'une famille de sportifs. Son père Jaan est un ancien coureur cycliste, devenu champion d'Estonie en 1968. Son grand-père Evald Kree (et) et sa tante Aita Põldma (et) sont quant à eux devenus entraîneurs après une carrière dans le tennis. 

## Palmarès sur route
- 1990
  - 2e du Trophée de la Montagne bourbonnaise
  - 3e de Dijon-Auxonne-Dijon
- 1991
  - 3e de Bourg-Oyonnax-Bourg
  - 3e du Grand Prix de Chardonnay
- 1992
  - 2e de Paris-Auxerre
  - 9e de la course en ligne des Jeux olympiques
- 1994
  - Cursa Ciclista del Llobregat
  - Tour de Ségovie
  - 3e du Tour de Lleida
- 1995
  -  Champion d'Estonie sur route
- 1996
  - 2e du Circuito Montañés
  - 2e du Baby Vuelta d'Espagne

## Palmarès en VTT

### Championnats nationaux
- 2004
  -  Champion d'Estonie de cross-country
- 2005
  - 3e du championnat d'Estonie de cross-country